# 阿里·阿克巴尔·韦拉亚提
阿里·阿克巴尔·韦拉亚提（波斯語：‎；1945年6月24日—），伊朗保守派政治家、医师。他是沙希德·贝赫什提医科大学特聘教授，现任最高领袖国际事务高级顾问、文化革命最高委员会委员、确定国家利益委员会成员、伊朗医科学院高级研究员。
1981年至1997年担任伊朗外交部长。他曾参加过2013年伊朗总统选举，但落败。
2019年11月，美国财政部批准对其施行制裁。
2020年，在冠状病毒暴发蔓延至伊朗之后，塔斯尼姆通讯社于3月12日报导称他的SARS-CoV-2检测呈阳性，意味着他感染了2019冠狀病毒病，目前正在隔离中。